# 916 America
916 America este un asteroid din centura principală, descoperit pe 7 august 1915, de Grigori Neuimin.